# Wikipedia în cehă
Wikipedia în cehă (în cehă Česká Wikipedie) este versiunea în limba cehă a Wikipediei, și se află în prezent pe locul 23 în topul Wikipediilor, după numărul de articole. În prezent are peste 400 000 de articole, circa 433 256 (cel de-al 300 000-lea a fost creat pe 24 iulie 2014, cel de-al 400 000-lea creat pe 10 februarie 2018).